# غاسبار
غاسبار (بالبرتغالية: Odirlei de Souza Gaspar‏) هو لاعب كرة قدم برازيلي في مركز الوسط، ولد في 18 مايو 1981 في إتياتيبا في البرازيل. لعب مع نادي بيلينزونا ونادي فادوتس ونادي فولن ونادي كياسو ونادي لوزان ونادي لوغانو ونادي نورنبرغ.

## وصلات خارجية
- غاسبار على موقع قاعدة بيانات كرة القدم.إي يو (الإنجليزية)
- غاسبار على موقع عالم كرة القدم.نت (الإنجليزية)